# Christina Koch
Christina Hammock Koch /koʊk/ (ur. 29 stycznia 1979 w Grand Rapids w stanie Michigan) – inżynier, astronautka NASA z 21. Grupy Astronautów NASA (rocznik 2013). Uczestniczka misji na Międzynarodowej Stacji Kosmicznej, 18 października 2019 wraz z Jessicą Meir przeprowadziła pierwszy spacer kosmiczny przeprowadzony wyłącznie przez kobiety. 17 listopada Koch, jako Astro Christina, dokonała pierwszej dokonanej z kosmosu edycji Wikipedii.

## Życie prywatne i edukacja
Córka Barbary Johnsen z Frederick, Maryland i dra Ronalda Hammocka z Jacksonville w Północnej Karolinie.
Urodziła się w Grand Rapids w stanie Michigan i wychowała w Jacksonville w Północnej Karolinie. Od dzieciństwa marzyła by zostać astronautką.
W 1997 roku ukończyła North Carolina School of Science and Mathematics – prestiżowe liceum w Durham w Karolinie Północnej specjalizujące się w pogłębionym nauczaniu nauk ścisłych i matematyki. Następnie rozpoczęła studia na Uniwersytecie Stanowym Karoliny Północnej w Raleigh, gdzie uzyskała dwa licencjaty (Bachelor of Science): w dziedzinie inżynierii elektrycznej i fizyki (2001) oraz stopień magistra w dziedzinie elektrotechniki (2002). W 2001 r. ukończyła program Akademii NASA w Centrum Lotów Kosmicznych im. Roberta H. Goddarda (GSFC).

## Badania i szkolenia
Christina Koch pracowała nad rozwojem instrumentów wykorzystywanych w naukach o kosmosie i zdalnej inżynierii. W latach 2002–2004 jako inżynier elektryk w Laboratorium Astrofizyki Wysokich Energii Centrum Lotów Kosmicznych imienia Roberta H. Goddarda NASA przyczyniła się do stworzenia instrumentów naukowych wykorzystanych w kilku misjach NASA, które badały astrofizykę i kosmologię. W tym czasie pełniła również funkcję adiunkta w Montgomery College w Maryland i prowadziła tam kurs fizyki laboratoryjnej.

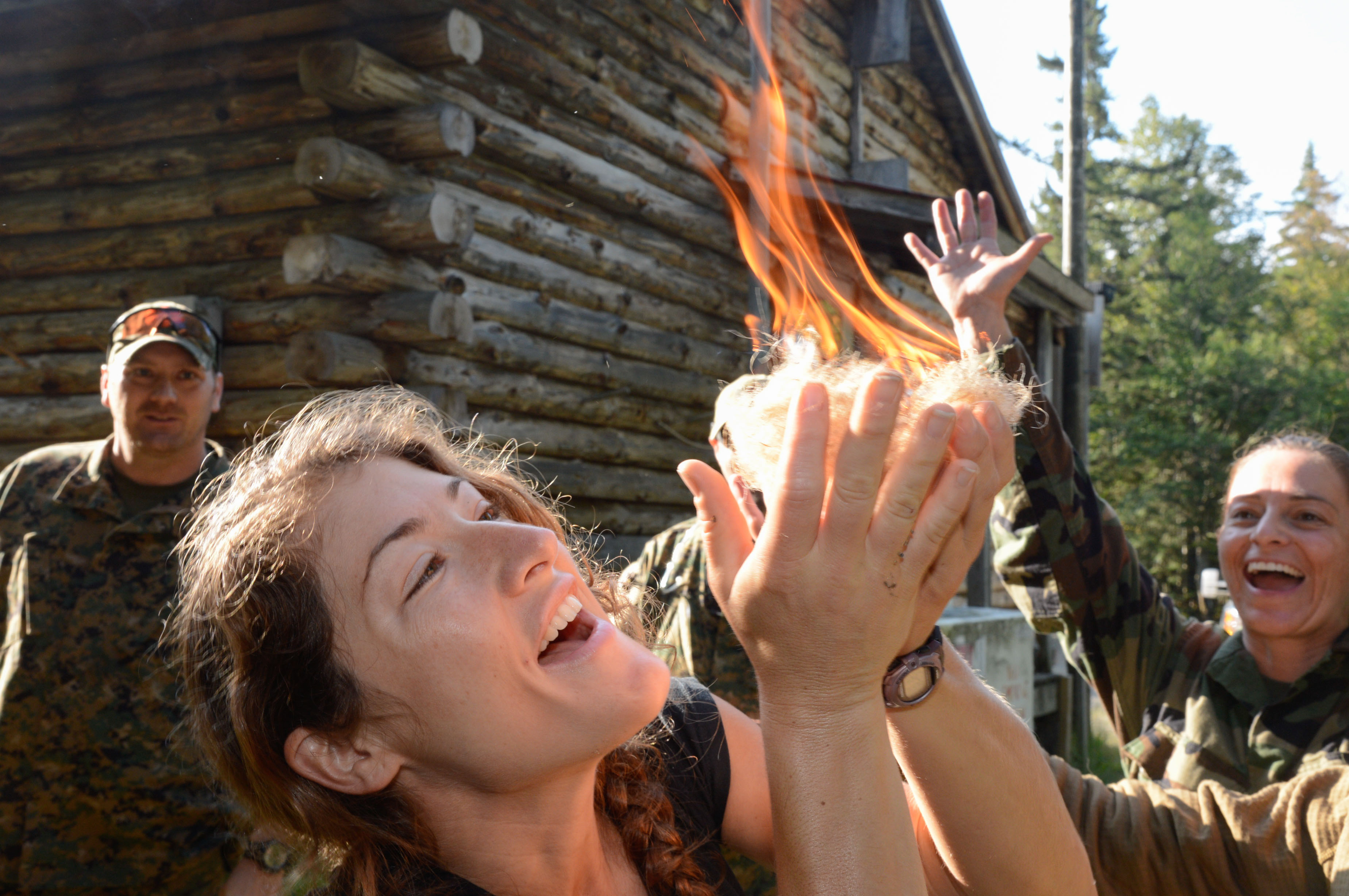
Koch świętuje swój sukces w rozpaleniu ognia podczas treningu przetrwania na pustyni w 2013 roku

W latach 2004–2007 jako pracownica naukowa Koch uczestniczyła w programie antarktycznym USA (United States Antarctic Program). W ramach pracy spędziła łącznie trzy i pół roku w regionach arktycznych i antarktycznych, w tym w Antarktyce cały zimowy sezon w amerykańskiej stacji polarnej Amundsena – Scotta, gdzie doświadczyła temperatury −44 °C, a także cały sezon w amerykańskiej stacji polarnej im. Palmera. Podczas pobytów naukowych na Antarktydzie, Koch był członkinią zespołów pożarowych oraz poszukiwawczo-ratowniczych Ocean / Lodowiec. Okres swojego pobytu na biegunie południowym opisywała później jako psychiczne i fizyczne wyzwanie: „Oznacza to miesiące bez, słońca, z tą samą ekipą i bez przesyłek pocztowych lub świeżej żywności. Izolacja, nieobecność rodziny i przyjaciół, oraz brak nowych bodźców dla zmysłów to warunki, w których musisz znaleźć strategię by prosperować.”
W latach 2007–2009 roku Koch pracowała jako inżynier elektryk na Wydziale Kosmicznym Laboratorium Fizyki Stosowanej na Uniwersytecie Johnsa Hopkinsa, zajmując się rozwojem instrumentów nauk o kosmosie. Przyczyniła się do opracowania instrumentów badających cząsteczki promieniowania w misjach NASA, w tym sondy Juno i Van Allena. W następnym roku Koch ukończyła pobyty w stacji polarnej Palmer na Antarktydzie i wiele sezonów zimowych na stacji Summit na lądolodzie grenlandzkim. W 2012 r. pracowała w Narodowej Administracji Oceanicznej i Atmosferycznej (NOAA): najpierw jako inżynier terenowy w Obserwatorium Baseline w NOAA w Barrow Alaska, a następnie jako szef stacji Obserwatorium Samoa Amerykańskiego.

## Kariera astronautki
W 2001 roku Koch ukończyła Akademię NASA w Goddard Space Flight Center (GSFC). W latach 2002–2004 pracowała jako inżynier elektryk w Laboratorium Astrofizyki Wysokoenergetycznej w GSFC.
W czerwcu 2013 r. została wybrana przez NASA do 21. Grupy Astronautów. W lipcu 2015 r. ukończyła szkolenie, które umożliwiło jej udział w misjach. Szkolenie dla astronautów, w którym brała udział, obejmowało naukowe i techniczne odprawy, intensywne szkolenie z systemów Międzynarodowej Stacji Kosmicznej, spacery kosmiczne, robotykę, trening fizjologiczny, lot szkoleniowy w T – 38 oraz szkolenie w zakresie przetrwania w wodzie i dziczy.

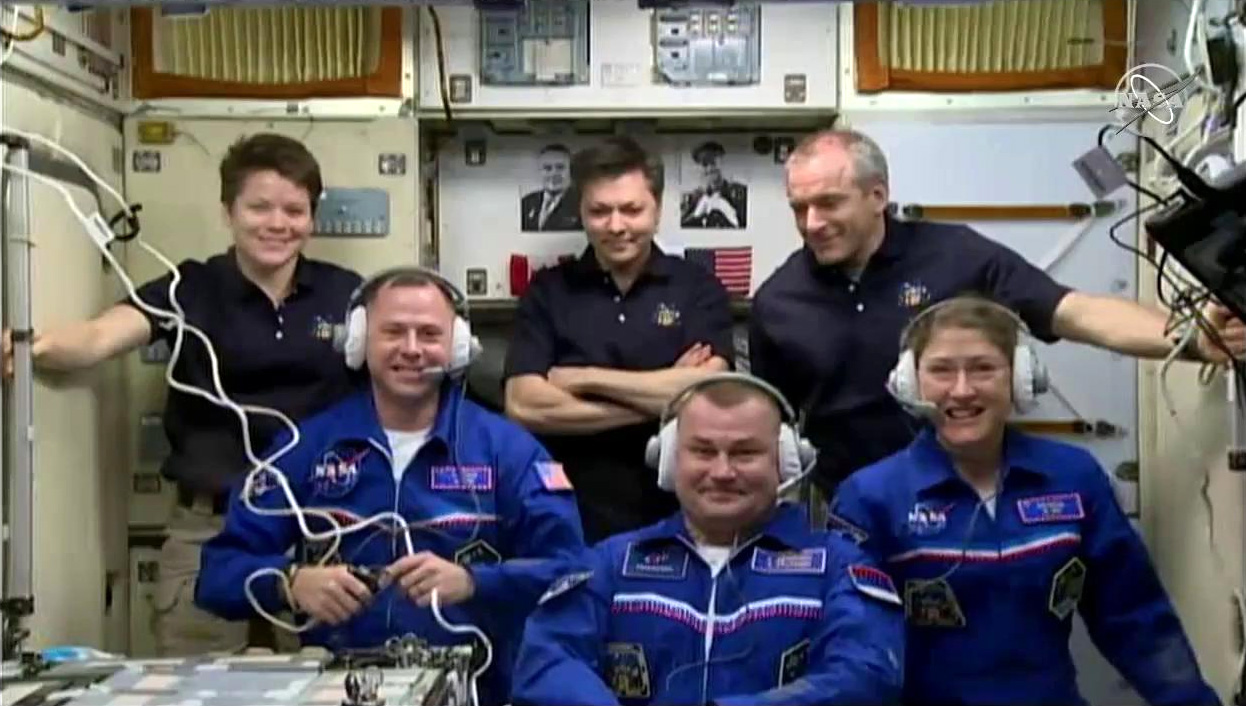
Członkowie załogi Ekspedycji 59: Anne McClain, Oleg Kononenko i David Saint-Jacques witają nowych członków załogi, Nick Hague, Aleksieja Owczinina i Christinę Koch (na dole po prawej), którzy przybyli na Międzynarodową Stację Kosmiczną 14 marca 2019 roku.

### Pierwsza misja
14 marca 2019 roku, na pokładzie Sojuza MS-12, Koch – wraz z Aleksiejem Owczininem i Nickiem Hague – wyruszyła na Międzynarodową Stację Kosmiczną aby przyłączyć się do załogi Ekspedycji 59 / 60 / 61.
Swój pierwszy spacer kosmiczny, Koch miała wykonać – wraz z Anne McClain – 29 marca 2019 roku. Miał to być pierwszy kobiecy spacer kosmiczny. Jednak problemy z rozmiarami skafandra spowodowały, że zamiast McClain udział w EVA wziął Hague. Pierwszy kobiecy spacer kosmiczny odbył się dopiero 18 października 2019 roku. Wzięły w nim udział Christina Koch i Jessica Meir. Był to pierwszy spacer Koch. W czasie tego spaceru kosmicznego Koch i Meir dokonały długotrwających napraw: serii aktualizacji systemów zasilania MSS i obserwatoriów fizyki.
W związku ze zmianami związanymi z agendą programu Rozwoju Załogi Lotów Komercyjnych, 17 kwietnia 2019 roku podjęto decyzję o przedłużeniu misji Koch do lutego 2020 r., co oznaczało zadanie rekordowego pobytu kobiety w przestrzeni kosmicznej; równocześnie był to pierwszy przypadek, kiedy dokonano zmiany misji NASA dla astronauty przebywającego w kosmosie po raz pierwszy. Sojuz MS-13 z Koch, Parmitano i Skworcowem na pokładzie odłączył się od Międzynarodowej Stacji Kosmicznej 6 lutego 2020 roku o 5:50 UTC i wylądował w Kazachstanie w pobliżu miasta Żezkazgan o 9:12 UTC. Powrót po ponad 328 dniach w przestrzeni kosmicznej był najdłuższym ciągłym pobytem kobiety w kosmosie. W ten sposób Christina Koch pobiła wcześniejszy rekord (289 dni) ustanowiony przez Peggy Whitson.

### Wykaz lotów

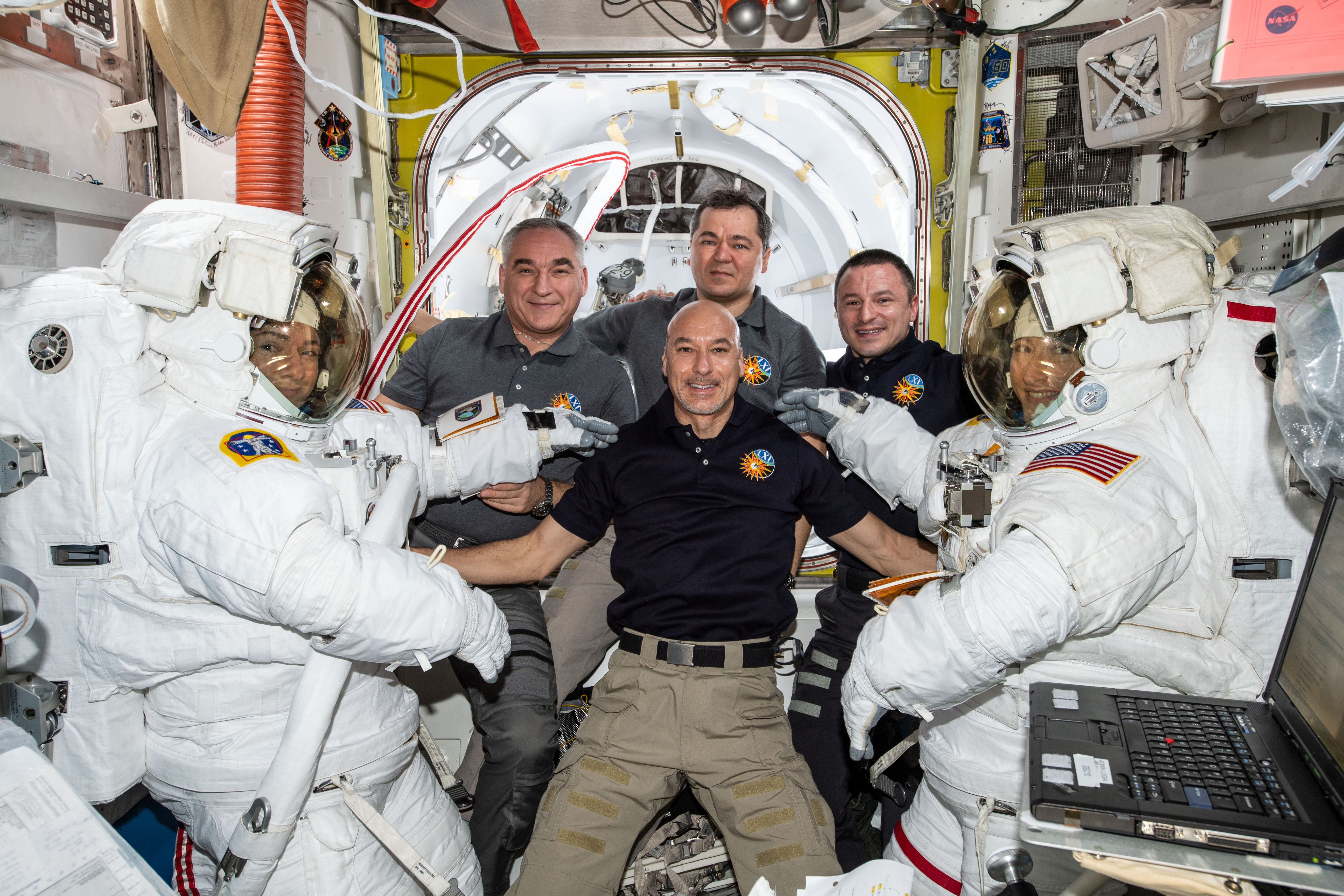
Cała załoga MSK przed pierwszym spacerem kobiecego zespołu

| Loty kosmiczne, w których uczestniczyła Christina Koch         | Loty kosmiczne, w których uczestniczyła Christina Koch | Loty kosmiczne, w których uczestniczyła Christina Koch | Loty kosmiczne, w których uczestniczyła Christina Koch | Loty kosmiczne, w których uczestniczyła Christina Koch | Loty kosmiczne, w których uczestniczyła Christina Koch | Loty kosmiczne, w których uczestniczyła Christina Koch |
| №                                                              | Data startu                                            | Statek kosmiczny                                       | Data lądowania                                         | Statek kosmiczny                                       | Funkcja                                                | Czas trwania                                           |
| -------------------------------------------------------------- | ------------------------------------------------------ | ------------------------------------------------------ | ------------------------------------------------------ | ------------------------------------------------------ | ------------------------------------------------------ | ------------------------------------------------------ |
| 1.                                                             | 14 marca 2019 19:14:08 UTC                             | Sojuz MS-12                                            | 6 lutego 2020 05:50:28 UTC                             | Sojuz MS-13                                            | inżynier pokładowa                                     | 328 dni 13 godzin 58 minut                             |
| Łączny czas spędzony w kosmosie – 328 dni 13 godzin i 58 minut |                                                        |                                                        |                                                        |                                                        |                                                        |                                                        |

## Życie osobiste
Christina Koch mieszka w Teksasie z mężem Robertem Kochem. Lubi podróże z plecakiem, wspinaczkę skałkową, wioślarstwo, żeglarstwo, bieganie, jogę oraz pracę społeczną, fotografię i podróże.

## Nagrody i wyróżnienia
Podczas pracy w NASA i Johns Hopkins, Christina Koch zdobyła wiele nagród w tym:
- w 2012: nagrodę NASA Group Achievement Award(inne języki), NASA Juno Mission Jupiter Energetic Particle Detector Instrument w 2012;
- w 2005: Medal Służby Antarktycznej z wyróżnieniem za pobyt przez cały sezon zimowy przyznany przez Kongres USA, oraz Nagrodę NASA za Osiągnięcie Grupowe, NASA Suzaku Mission za spektrometr rentgenowski;

oraz nominację do nagrody Odkrycie Roku przyznawanej przez Laboratorium Fizyki Stosowanej Johnsa Hopkinsa w 2009 roku.
A także Astronaut Scholar przyznawane przez Astronaut Scholarship Foundation w latach 2000–2001.
Stowarzyszenie Uczestników Lotów Kosmicznych (Association of Space Explorers) przyznało jej Universal Astronaut Insignia za lot orbitalny (nr 559).